# 古賀浩靖
古賀浩靖（1947年8月15日—）是盾会前成员，1970年11月25日三岛事件事发当天，他在三岛由纪夫和森田必勝切腹后协助他们介错，將他們斬首。
古賀浩靖曾在神奈川大學攻读法学，他想要当一名律师。古贺浩靖會劍道，原本按计划，为三岛介错的是盾会的学生领袖森田必胜；但由于后者没受过剑道训练，未能斩下三岛的头颅，于是古贺只能临时介入，完成介错。森田自己也切腹后，古贺也斩下了他的头颅。 
1971年3月24日，古贺和其他两名参与了三岛事件的盾会成员（小賀正義、小川正洋）出庭受审，他們被指控犯下人身伤害、暴力、非法持有热兵器和刀剑以及协助自杀等罪行。最終他们都被判处4年监禁，1974年，三人提前数月获释。
截至2005年，有人推測古贺最終到了四國岛上一座神社當祭司，但也有人认为他从未皈依过神道教，而是改名为荒地浩靖後当上了新兴宗教生長の家的北海道地区分支领袖。还有人推测他目前居住在熊本市。